# Campionat d'Europa de 500 metres contrarellotge
El Campionat d'Europa de 500 metres contrarellotge és el campionat d'Europa de 500 metres contrarellotge, organitzat anualment per la UEC. Es porten disputant des del 2014 dins els Campionats d'Europa de ciclisme en pista.

## Pòdiums dels Guanyadors
| Proves | Or                       | Plata                  | Bronze                   |
| 2014   | Anastassia Vóinova (RUS) | Elis Ligtlee (NED)     | Miriam Welte (GER)       |
| 2015   | Anastassia Vóinova (RUS) | Elis Ligtlee (NED)     | Dària Xmeliova (RUS)     |
| 2016   | Dària Xmeliova (RUS)     | Pauline Grabosch (GER) | Anastassia Vóinova (RUS) |
| 2017   | Miriam Welte (GER)       | Pauline Grabosch (GER) | Dària Xmeliova (RUS)     |